# روس کی‌یف
روس کی‌یف (به روسی: Киевская Русь) نخستین حکومت اسلاوهای شرقی در اروپا قرون وسطای میانه از اواخر سده نهم تا اواسط سده سیزدهم میلادی بود. این حکومت که شامل طیف وسیعی از حکومت‌ها و مردمان، از جمله اسلاوهای شرقی، نورس‌ها و فنلاندی‌ها بود، توسط دودمان روریک که توسط روریک شاهزاده وارنگیان تأسیس شد، اداره می‌شد. نام «روس کی‌یف» توسط مورخان روسی سده نوزدهم برای توصیف دورانی که کی‌یف پایتخت روس‌ها بود ابداع شد. در اوج وسعت خود در اواسط سده یازدهم، روس کی‌یف از دریای سفید در شمال تا دریای سیاه در جنوب و از سرچشمه‌های ویستولا در غرب تا شبه‌جزیره تامان در شرق امتداد داشت.
به نوشته قصه سالیان گذشته، نخستین فرمانروایی که سرزمین اسلاوهای شرقی را متحد و روس کی‌یف را بنیان گذاشت، شاهزاده وارنگیان الگ نووگورود (حکومت: ۸۷۹–۹۱۲) بود. او کنترل خود را از نووگورود به جنوب در امتداد رودخانه دنیپر گسترش داد تا از تجارت در برابر تهاجم خزرها از شرق محافظت کند. وی کنترل شهر کی‌یف را به دست گرفت، خود را شاهزاده کی‌یف خواند و پایه‌های دولت را بنا نهاد. سویاتوسلاو یکم (حکومت: ۹۴۳–۹۷۲) با جنگ علیه خزرها، نخستین گسترش ارضی بزرگ آن حکومت را آغاز کرد. ولادیمیر کبیر (حکومت: ۹۸۰–۱۰۱۵) نخستین فرمانروای روس بود که غسل تعمید کرد و کیش مسیحیت را در تمام سرزمین خود و فراتر از آن گسترش داد. روس کی‌یف در زمان یاروسلاو خردمند (حکومت: ۱۰۱۹–۱۰۵۴) به اوج خود رسید. پسران او اندکی پس از مرگش، نخستین قانون مکتوب روسیه یعنی روسکایا پراودا را گردآوری و منتشر کردند.
این حکومت در اواخر سده یازدهم شروع به زوال کرد و به تدریج در طول سده بعدی، به شاهزاده‌نشین‌های گوناگون و رقیب در قلمروش تجزیه شد. عوامل خارجی مانند زوال امپراتوری بیزانس که شریک اقتصادی اصلی روس کی‌یف بود و کاهش مسیرهای تجاری از طریق قلمرو بیزانس، این حکومت را بیشتر تضعیف کرد. سرانجام در اواسط سده سیزدهم، بیشتر با حمله مغول‌ها سقوط کرد، اگرچه دودمان روریک تا زمان مرگ فیودور یکم در سال ۱۵۹۸ به حکومت خود ادامه داد. کشورهای مدرن بلاروس، روسیه و اوکراین همگی مدعی ریشه تاریخی-فرهنگی خود از روس کی‌یف هستند و دو کشور بلاروس و روسیه تا امروز نام آن حکومت را روی خود دارند.